# Lupino Lane
Lupino Lane (Henry W. George Lupino, né le 16 juin 1892 à Hackney, un district du Grand Londres et mort le 10 novembre 1959 à Londres) est un acteur et réalisateur anglais. 

## Biographie
Lupino Lane a commencé sa carrière dans le music-hall. Il appartenait à une famille les - Lupino - qui depuis trois siècles évolue dans l'univers du théâtre et du spectacle. Son nom a été changé par ses parents, en hommage à Sara Lane, propriétaire du théâtre Britannia à Hoxton.
Il fit dans les années 1920 une carrière de comique aux États-Unis.
Il est l'oncle de la comédienne et réalisatrice Ida Lupino.
Il meurt en 1959 à Londres.

## Filmographie partielle

### Réalisateur
- 1930 : Never trouble trouble
- 1931 : No lad
- 1931 : The Love Race (en)
- 1932 : Innocents of Chicago
- 1933 : L'As des carreaux (Letting in the sunshine)
- 1934 : Oh! what a duchess!

### Acteur
- 1923 : Une partie de plaisir (A Friendly Husband) de John G. Blystone
- 1924 : Isn't Life Wonderful de D. W. Griffith
- 1929 : Parade d'amour (The Love Parade) d'Ernst Lubitsch
- 1929 : The Show of Shows de John G. Adolfi
- 1930 : Golden Dawn de Ray Enright